# Poussan
Poussan is een gemeente in het Franse departement Hérault (regio Occitanie). De plaats maakt deel uit van het arrondissement Montpellier. Poussan telde op 1 januari 2022 6.540 inwoners.

## Geografie
De oppervlakte van Poussan bedroeg op 1 januari 2022 30,08 vierkante kilometer; de bevolkingsdichtheid was toen 217,4 inwoners per km².

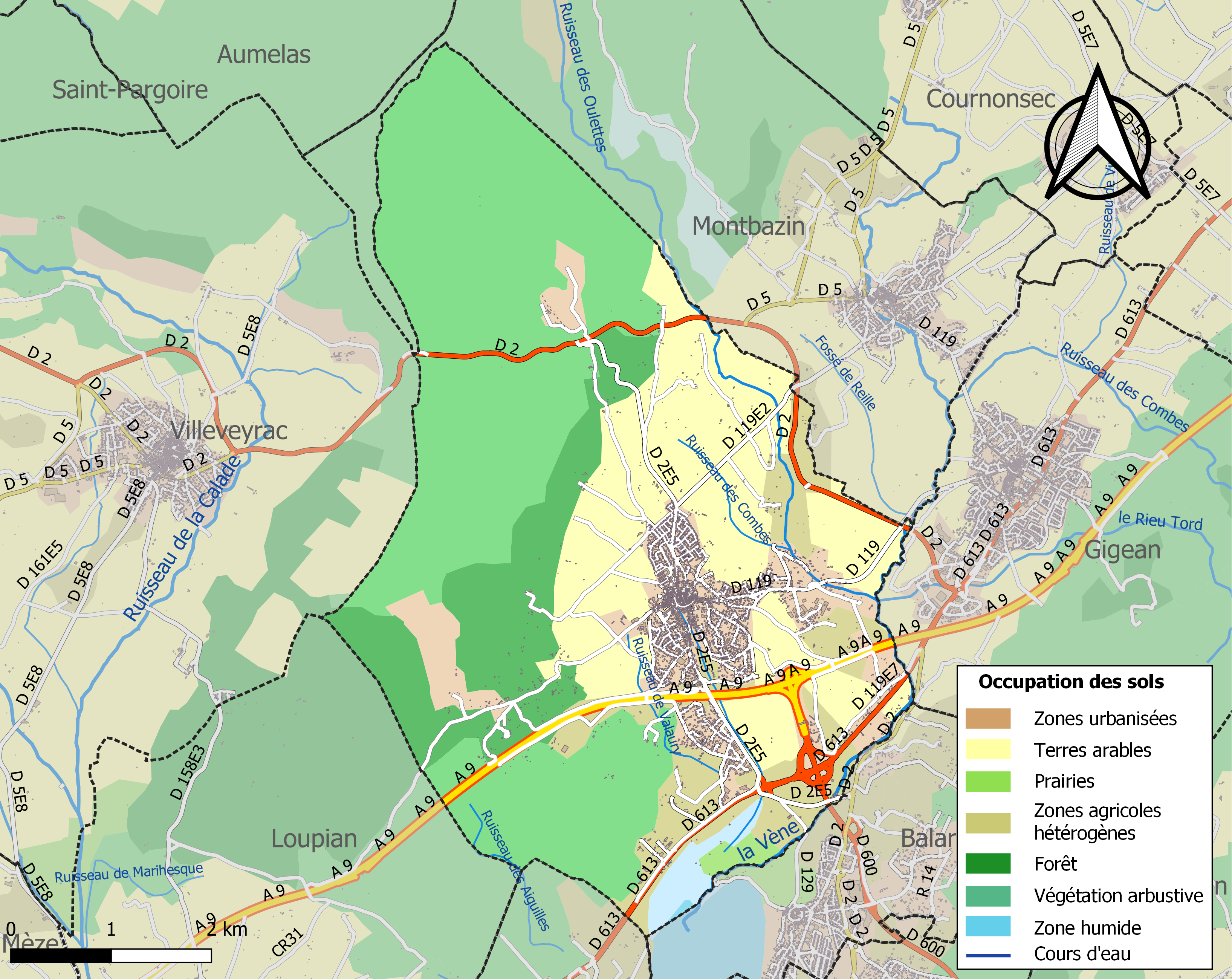
Kaart van de gemeente met belangrijkste infrastructuur, bodemgebruik en omliggende gemeenten

## Demografie
Onderstaande figuur toont het verloop van het inwonertal (bron: INSEE-tellingen).